# NCR 5380

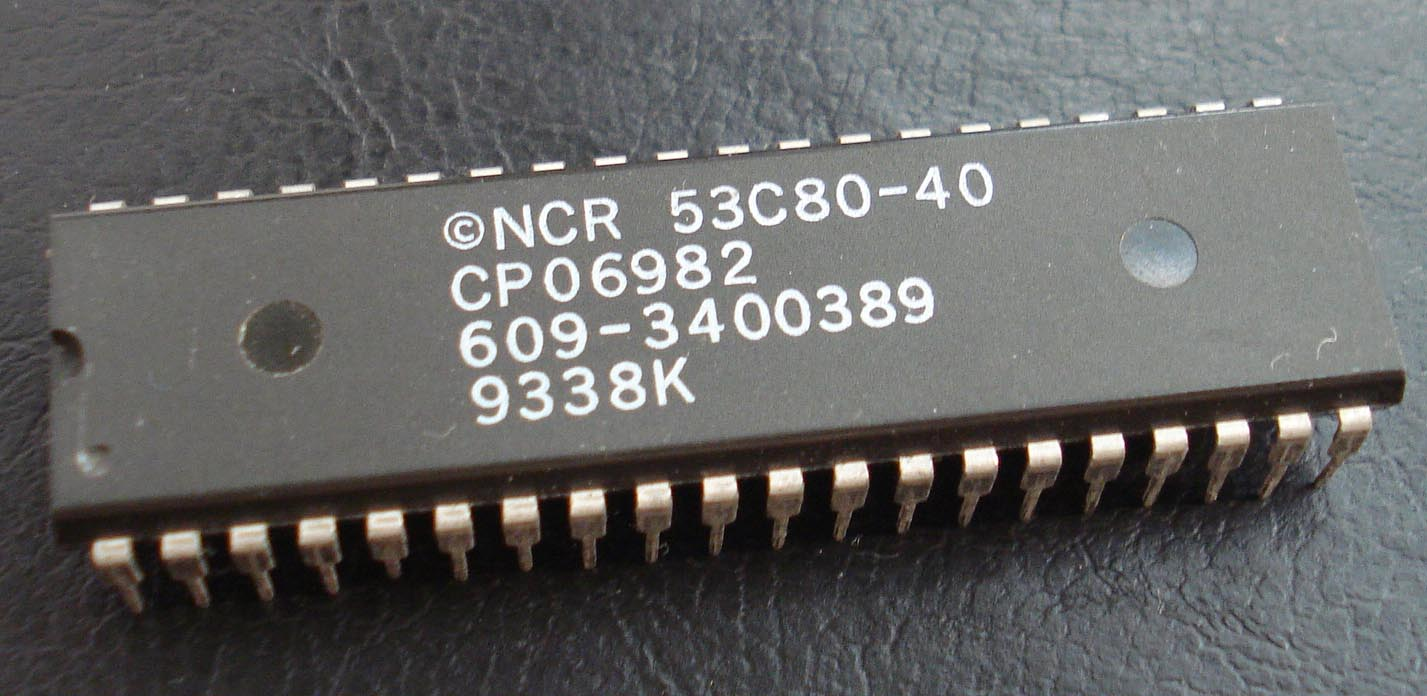
Controlador SCSI NCR 53c80

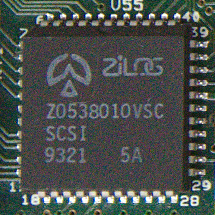
Zilog 5380 en un Media Vision Pro AudioSpectrum amb interfície SCSI

El controlador NCR 5380 és un dels primers xip controlador SCSI desenvolupat per NCR Microelectronics. Va ser popular per la seva senzillesa i baix cost. El 5380 es va utilitzar en el Macintosh Plus i en nombroses targetes SCSI per a ordinadors personals, incloent l'Amiga i l'Atari TT . El 5380 va ser el segon origen de diversos fabricants de xips, inclosos AMD i Zilog. El 5380 va ser dissenyat per enginyers de la planta de NCR que llavors es trobava a Wichita, Kansas, i va ser fabricat inicialment per NCR Microelectronics a Colorado Springs, Colorado. Va ser la primera implementació d'un sol xip del protocol SCSI-1.

## VAX-UMAX
L'NCR 5380 també va fer una aparició significativa als ordinadors VAX de Digital Equipment Corporation, on es va presentar en diversos mòduls Q-Bus i com a controlador SCSI integrat en nombrosos ordinadors MicroVAX, VAXstation i VAXserver . Molts escàners òptics SCSI UMAX també contenen el xip 53C80 connectat a un microcontrolador Intel de la sèrie 8031.
El controlador SCSI d'un sol xip NCR 53c400 utilitzava un nucli SCSI 5380.